# Адо Бірк
Адо Бірк (ест. Ado Birk; 14 листопада 1883, Ліфляндська губернія, Російська імперія — 2 лютого 1942, Свердловська область, РРФСР) — естонський державний діяч, дипломат, прем'єр-міністр країни наприкінці липня 1920 року.

## Життєпис

### Ранні роки
Закінчив Ризьке духовне училище (1899), Ризьку духовну семінарію (1905), навчався у Санкт-Петербурзькій духовній академії, вивчав право у Юріївському (Тартуському) (1907–1908) Санкт-Петербурзькому (1908-1911) та Лейпцизькому (1911) університетах.
У 1911-1912 роках керував ревельським статистичним бюро. У 1912-1917 був помічником присяжного повіреного у Ревелі (потім — Таллінн), його керівником був Ян Темант. З 1913 — гласний Ревельської міської думи.

### Політик і дипломат
Був одним із засновників Естонського союзу селянства й Естонської радикально-демократичної партії, потім — членом Естонської народної партії. У 1917-1919 роках був членом Естонської земської ради, 1917 був його тимчасовим секретарем. 1918 року представляв Естонію в Гельсінкі. У 1918–1919 роках очолював Естонську земську раду й Генеральний комітет з виборів до Установчих зборів. У 1919-1920 роках був заступником голови Установчих зборів. У листопаді 1919 — липні 1920 та у серпні — жовтні того ж року — міністр закордонних справ. 28 — 30 липня 1920 року був прем'єр-міністром Естонії. Член Рійгікогу першого скликання. У 1922–1926 роках був послом Естонії у Москві.

### Скандал
Бірк мав напружені відносини з міністром закордонних справ Антсом Пійпом. Через це 1926 року був змушений піти у відставку. У липні того ж року радянська газета «Известия» опублікувала два документи, підписаних Бірком. В одному з них містились різка критика зовнішньої політики естонського уряду (в тому числі зближення з Польщею, спрямованого, за його словами, проти СРСР) та прохання про відставку. У другому була заява, що через певні звинувачення на його адресу, висунутих в Естонії, він змушений продовжити своє перебування у Радянському Союзі як приватної особи.
1927 Бірк несподівано з'явився у місії Норвегії у Москві, де попрохав притулку. З'ясувалось, що у червні 1926 року його запросили до Народного комісаріату закордонних справ, де співробітник тієї установи Логановський шантажував його (звинувативши у незаконних фінансових операціях) й вимагав стати негласним агентом радянських спецслужб. Бірк зміг утекти, але був затриманий за спроби потай виїхати до Фінляндії. Під тиском він був змушений підписати два документи, опублікованих в «Известиях». Після цього Бірк жив під контролем ОГПУ у Воронежі й на Кавказі, а потім повернувся до Москви, де утримувався під вартою. Під час дозволеної йому прогулянки на Воробйових горах Бірк скористався нападом астми в охоронця та знову втік — того разу — до норвезької місії.
У березні 1927 року Бірку дозволили виїхати до Естонії. Того ж року він постав перед Верховним судом за звинуваченням у державній зраді, але був виправданий. Однак політична й дипломатична кар'єра Бірка закінчилась.

### Подальша діяльність
Пізніше Бірк працював адвокатом і займався бізнесом у Таллінні, у 1939–1940 роках був секретарем Синоду Естонської Апостольської Православної церкви в юрисдикції Константинопольського Патріархату.

### Загибель
14 червня 1941 року був заарештований органами НКВС та ув'язнений у таборі, де був засуджений до розстрілу. Помер до виконання вироку.